# Сан Марко (Кјети)
Сан Марко (итал. San Marco) је насеље у Италији у округу Кјети, региону Абруцо.
Према процени из 2011. у насељу је живело 61 становника. Насеље се налази на надморској висини од 308 м.